# Sânzieni, Covasna
Sânzieni (în maghiară Kézdiszentlélek) este satul de reședință al comunei cu același nume din județul Covasna, Transilvania, România. Se află în partea de nord-est a județului, în Depresiunea Târgu Secuiesc, pe valea Cașinului. Prin Sânzieni trece pe DN11B,  Târgu Secuiesc-Cozmeni.

## Scurt istoric
Pe teritoriul acestui sat, în locul numit "Piatra de Tocilă", s-au descoperit urme de vechi așezări (Petrești, Ariușd-Cucuteni, Schenckenberg), o ceașcă cu două torți cu buton provenind dintr-un mormânt ce aparține culturii Noua, dar și o așezare dacică La Téne. Pe locul numit "Terasa de Jos", se află o așezare aparținând culturii Coțofeni ce conține ceramică ornamentată cu butoni de linte și fragmente ceramice aparținând culturii Wietenberg. Cu ocazia sondajelor din anul 1914, făcute tot în acest loc, s-au descoperit urmele unei așezări romane, atestată de materialul arheologic găsit (o râșniță, urme de vetre, un chiup mare, fragmente de cărămidă). Pe "Locul Domnesc" se află o așezare ce aparține culturii Wietenberg și tot aici s-a descoperit un mormânt din epoca bronzului.
Săpăturile făcute de arheologii Muzeului Național Secuiesc, în anul 1974, pe platoul muntelui Perchiu (sau "Perkő"), au demonstrat că aici s-au așezat prima dată purtătorii culturii Schenckenberg, care au întărit așezarea din nord cu șanț și val. Rotonda care se află pe platou în forma actuală, a fost construită în anul 1686, probabil pe o capelă așa cum arată stratul gros de moloz. Pe partea vestică se află o bisericuță cu absida poligonală, construită în sec. XVI-XVII. Prima atestare documentară datează din anul 1332.

## Economie
Activitatea de bază a locuitorilor acestui sat este agricultura (cultivarea cartofului și cerealelor) și creșterea animalelor. Un rol important în economia acestei localități îl au și exploatarea și prelucrarea primară a lemnului, morăritul, panificația și comerțul.

## Obiective turistice
- Biserica romano-catolică, construită în anul 1401 și fortificată în sec. XV-XVI
- Capela "Sf.Ștefan" (cu turn-clopotniță) construită în secolul al XII-lea

## Galerie de imagini

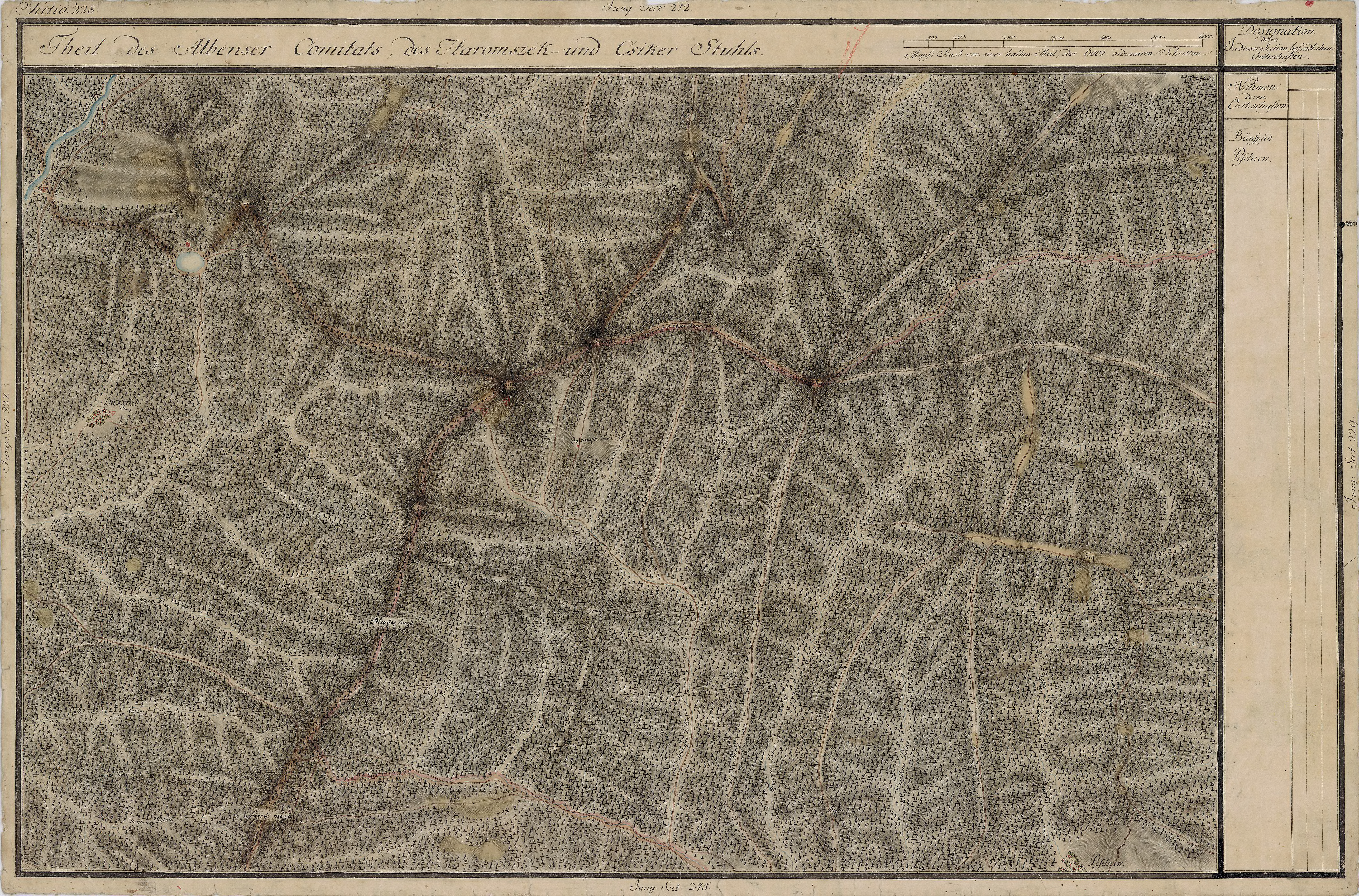
Sânzâieni în Harta Iosefină a Transilvaniei, 1769-1773
Sânzâieni în Harta Iosefină a Transilvaniei, 1769-1773
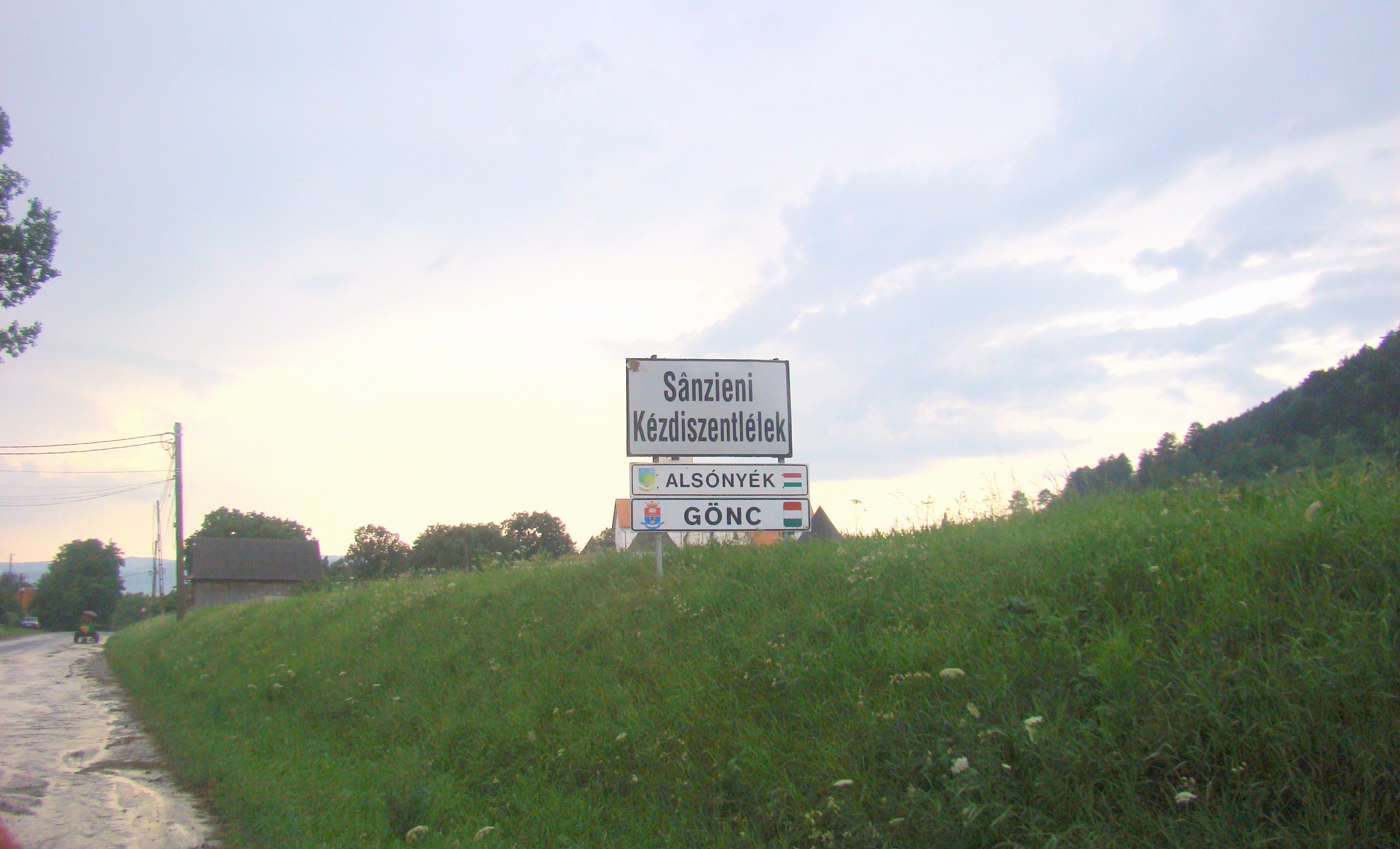
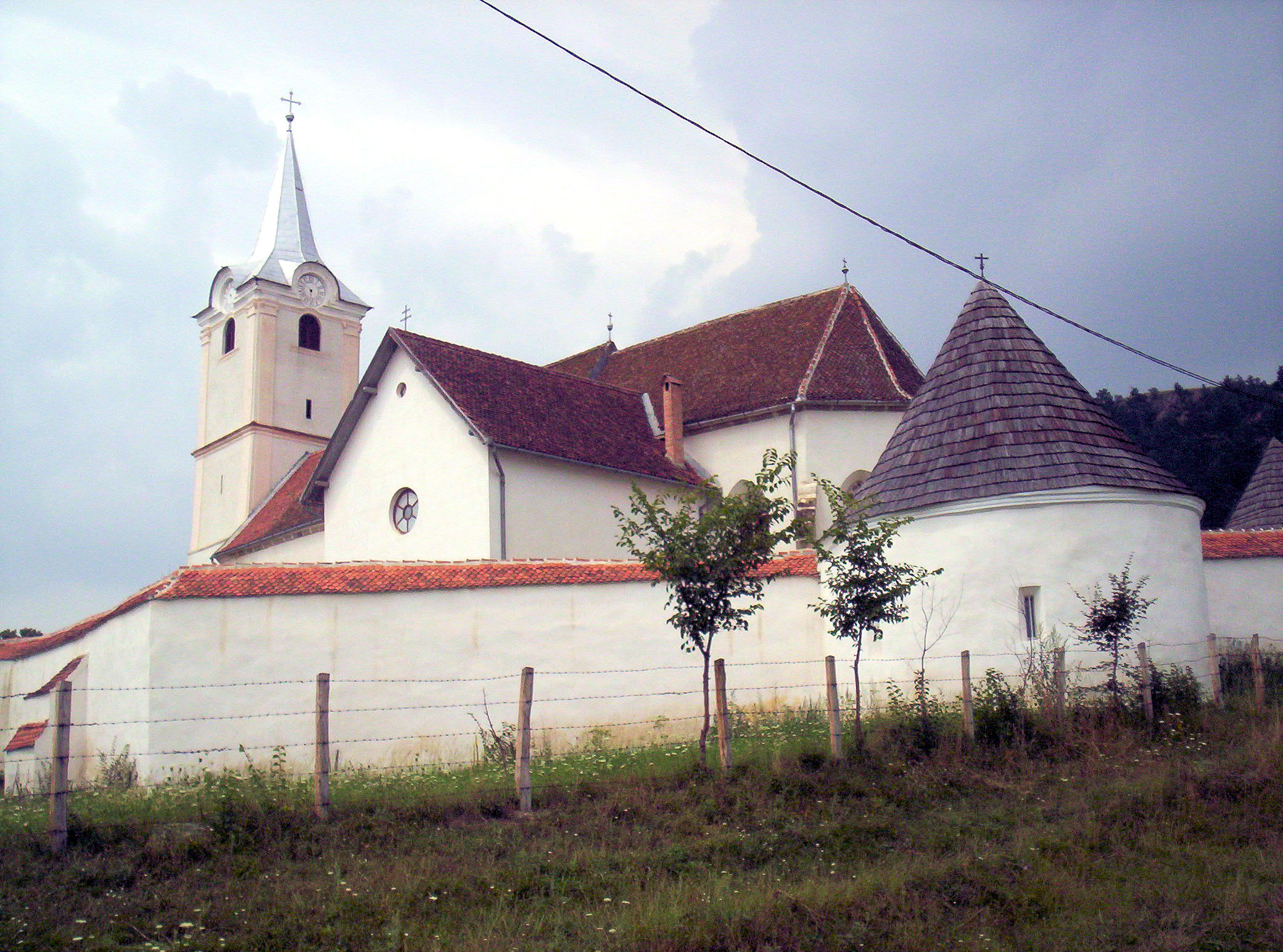
Biserica romano-catolică
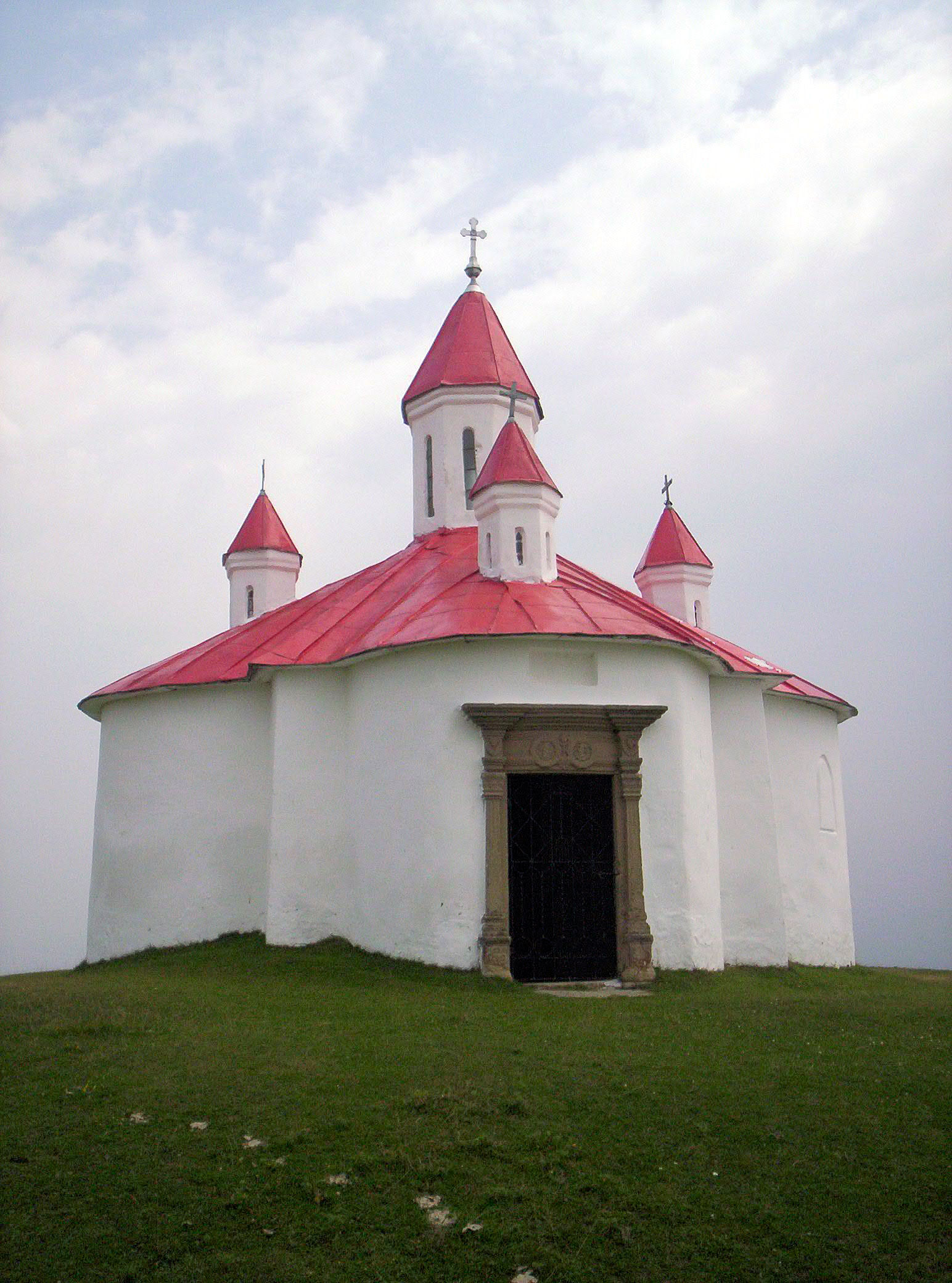
Capela "Sf.Ștefan", unul dintre cele mai vechi edificii religioase din România.